# 엘레오노르 드 퐁티외 여백작

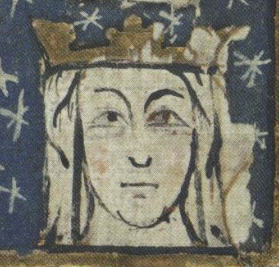
레오노르 데 카스티야

레오노르 데 카스티야(Leonor de Castilla)는 카스티야 부왕 페르난도 3세와 모후 잔 드 퐁티외 여백작의 딸이다. 모후 사후 퐁티외 백작령을 물려받았으며 엘레오노르 드 퐁티외로도 불린다. 퐁티외를 물려받기 전 잉글랜드 왕국의 에드워드 1세와 혼인하여 잉글랜드 왕비가 되었다.